# Con Todo el Mundo
Con Todo el Mundo  — второй студийный альбом американского трио Khruangbin из Хьюстона (штат Техас), выпущенный 26 января 2018 года на лейблах Dead Oceans и Night Time Stories.

## История
Техасское трио Khruangbin назвало себя в честь тайского слова, означающего «самолет».
Пол Симпсон из AllMusic отметил в 2020 году, что «когда Khruangbin выпустили свой второй альбом Con Todo el Mundo, музыка техасского трио внезапно стала появляться повсюду — от плей-листов многих изданий до хип-бутиков и закусочных. Их не поддающаяся классификации, но легко воспринимаемая смесь психоделии, фанка, даба и множества других стилей нашла свою аудиторию, они раскупали концерты направо и налево, а коллекционеры винила с удовольствием покупали лимитированные тиражи их пластинок. Музыка Khruangbin по-прежнему может служить бодрым, солнечным саундтреком к повседневным делам, светским раутам или автопутешествиям по стране, но их песни стали более экспрессивными и проникновенными, и Mordechai заслуживает более внимательного прослушивания, чем все их предыдущие записи».

## Отзывы
| Совокупная оценка    | Совокупная оценка |
| Источник             | Оценка            |
| -------------------- | ----------------- |
| Metacritic           | 78/100            |
| Оценки критиков      |                   |
| Источник             | Оценка            |
| AllMusic             | [ 3 ]             |
| Clash                | 9/10              |
| Exclaim!             | 8/10              |
| The Line of Best Fit | 8.5/10            |
| NME                  | [ 8 ]             |
| Pitchfork            | 7.6/10            |

Альбом получил положительные отзывы от музыкальных критиков. На сайте Metacritic, который присваивает нормализованную оценку из 100 баллов отзывам критиков, альбом получил средний балл 78, основанный на профессиональных отзывах, что означает «в целом благоприятные отзывы». Эрин Маклеод из Pitchfork написала: «Con Todo el Mundo создает уникальную психоделическую вибрацию, которая витает между континентами и эпохами».
Пол Симпсон из AllMusic отметил, что «группа вдохновляется тайским роком и фанком 60-х и 70-х годов — звуками, наиболее доступными для западного слуха через такие релизы, как сборники Thai Beat a Go-Go или все, что издано ZudRangMa Records. Группа также опирается на басовый напор винтажного даб-регги, свободную дымку калифорнийской психоделии и суровую страсть соула 70-х, с намеками на иранскую поп-музыку, афробит, киносценарии спагетти-вестернов и бесчисленные другие стили. Несмотря на то, что это может показаться невыполнимой задачей, или чем-то, что требует энциклопедических знаний в области музыки, чтобы просто слушать, группа добивается удивительно, почти без усилий, слаженного звучания, и это происходит гораздо более гладко, чем можно было бы ожидать».

## Список композиций
| №   | Название                    | Длительность |
| --- | --------------------------- | ------------ |
| 1.  | «Cómo Me Quieres»           | 3:45         |
| 2.  | «Lady and Man»              | 4:18         |
| 3.  | «Maria También»             | 3:10         |
| 4.  | «August 10»                 | 4:25         |
| 5.  | «Cómo Te Quiero»            | 4:02         |
| 6.  | «Shades of Man»             | 3:47         |
| 7.  | «Evan Finds the Third Room» | 4:00         |
| 8.  | «A Hymn»                    | 3:10         |
| 9.  | «Rules»                     | 4:29         |
| 10. | «Friday Morning»            | 6:50         |